# باکه‌فین
باکوین (به هلندی: Bakkeveen) یک منطقهٔ مسکونی در هلند است که در اپسترلاند واقع شده‌است. باکوین ۱٬۴۶۵ نفر جمعیت دارد.